# Ulrik Ebersberški
Ulrik Ebersberški, Oudalricus comes, * 960/965, † 1029, plemič iz rodbine grofov Ebersberških, Kranjski mejni grof (1011–1029). grof Ebersberški, Advokat Obermünstra (po 990-1029), Tegernsee (1004/09) in Freisinga ter samostana Ebersberg

## Življenje
Ulrik Ebersberški je bil najmlajši sin grofa Adalberona I. († 11. september 969) in Luitgarde Dillingenski († 30. oktober 969), nečak škofa in svetnika Ulrika Augsburškega, ki je bil njegov boter in od katerega je prejel ime.
Kronike poročajo, da se je rodil kot pohabljen »ne le po telesu, ampak tudi po duhu«. Otrok naj bi se po krstu ozdravil z božjo milostjo. Kasneje je bil Ulrik v novozgrajeni cerkvi v Ebersbergu na oltarju ponujen bogu in to "zdravljenje" naj bi mu na koncu prineslo telesno in duševno okrevanje. Ob koncu življenja je izgubil levo oko.
Poročil se je z Rihardis iz Viehbacha († 23. april 1013), hčerko Markvarta II. iz Viehbacha,  (dvojna poroka okoli leta 970, na kateri se je Ulrikova sestra Hadamut poročila tudi z bratom od Rihardis, Markvartom III.. Grofica Rihardis naj bi imela izredno slab občutek za orientacijo. Enkrat se je izgubila in šele nekaj dni kasneje so jo našli pri Eglhartingu z le enim čevljem. Na mestu, kjer je bil drugi čevelj, je Ulrik dal zgraditi cerkev, kot zahvalo za odrešenje njegove žene. Še danes cerkev sv. križa najdemo v okrožju Neukirchen.
Leta 975 je postal odvetnik Freisinga in leta 1004/09 odvetnik samostana Tegernsee. Leta 990 je Ulrik Ebersberški v Ebersberg poklical benediktinci menihe, da bi zgradili samostan Ebersberg. Imenoval je prvega opata samostana sv. Ulrika in Afre v Augsburgu.
Sprva je bil zagovornik Otoncev in s tem nasprotnik Henrika II. Bavarskega - Prepirljivca. Leta 986 je po spravi s Henrikom prejel njegovih 29 podložnikov.
Leta 1011 je bil potrjen kot mejni grof Kranjske, ki je bila v tem času odcepljena od Koroške in neposredno podrejena cesarju. Angažiran je bil tudi v Savinjski marki.
Leta 1024 je neuspešno nasprotoval izvolitvi svojega vnuka Altmana za opata v Ebersbergu.
Grof Ulrik in njegova žena Rihardis sta bila pokopana v opatijski cerkvi v Ebersbergu, kjer je bil v 15. stoletju zanju postavljen samostanski grob (ali: Grobnica Ulrika Ebersberškega in Rihardis Koroške).

## Potomci
Iz zakona z Rihardiso Eppensteinsko iz Viehbacha izhajajo naslednji otroci: 
- Adalbero II. (okoli 980/85-1045)
- Eberhard II. (okoli 995-1065)
- Wilibirg III. (* okoli 995/1000; † 25. november 1044) 1.) ∞ Verigand († 1037), grof Furlanije; 2.) ∞ Vecelin Istrski († 1040)
- Judita Tuta ∞ Sieghard VI. Bürenski
- NN hči